# Cathédrale de Suse
La cathédrale Saint-Just est une église catholique romaine de Suse, en Italie. Il s'agit de la cathédrale du diocèse de Suse.